# Habenhauser FV
Habenhauser FV is een Duitse voetbalclub uit Bremen-Habenhausen. De club werd opgericht in 1952. Het eerste mannenteam speelt sinds het seizoen 2008/09 in de Bremen-Liga.

## Geschiedenis
De club startte in 1952 met twee elftallen in de toenmalige 3. Kreisklasse. Drie jaar later pachte de club een stuk grond aan de Weserdiech waar sindsdien de thuiswedstrijden worden afgewerkt. Tussen 1958 en 1961 klom de club op naar de Bezirksliga Bremen maar vond zich in 1965 weer in de 2. Kreisklasse terug. Daarna timmerde de club nauwelijks aan de weg. Pas in 1979 keerde men terug in de Bezirksliga. Echter ook na dat avontuur viel Habenhauser FV weer terug naar de lagere Kreisklassen.
In 1996 promoveerde de club voor de derde keer naar de Bezirksliga van waaruit nu zelfs in één ruk gepromoveerd werd naar de Landesliga Bremen en de Verbandsliga. Vanaf 2001 settelden de Habenhausener zich'definitief' in de Bremen-Liga.

## Eindklasseringen vanaf 1997
| Seizoen | Competitie          | Niveau | Eindstand | DFB Pokal | Opmerking                                                                   |
| ------- | ------------------- | ------ | --------- | --------- | --------------------------------------------------------------------------- |
| 1996/97 | Bezirksliga Bremen  | VII    | 1         | --        |                                                                             |
| 1997/98 | Landesliga Bremen   | VI     | 1         | --        |                                                                             |
| 1998/99 | Verbandsliga Bremen | V      | 3         | --        |                                                                             |
| 1999/00 | Verbandsliga Bremen | V      | 15        | --        |                                                                             |
| 2000/01 | Landesliga Bremen   | VI     | 1         | --        |                                                                             |
| 2001/02 | Bremen-Liga         | V      | 12        | --        |                                                                             |
| 2002/03 | Bremen-Liga         | V      | 8         | --        |                                                                             |
| 2003/04 | Bremen-Liga         | V      | 7         | --        |                                                                             |
| 2004/05 | Bremen-Liga         | V      | 8         | --        |                                                                             |
| 2005/06 | Bremen-Liga         | V      | 4         | --        |                                                                             |
| 2006/07 | Bremen-Liga         | V      | 7         | --        |                                                                             |
| 2007/08 | Bremen-Liga         | V      | 10        | --        |                                                                             |
| 2008/09 | Bremen-Liga         | V      | 7         | --        |                                                                             |
| 2009/10 | Bremen-Liga         | V      | 9         | --        |                                                                             |
| 2010/11 | Bremen-Liga         | V      | 10        | --        |                                                                             |
| 2011/12 | Bremen-Liga         | V      | 8         | --        |                                                                             |
| 2012/13 | Bremen-Liga         | V      | 8         | --        | Winnaar van het Lotto-Halvoetbal-toernooi om de Sparkasse-Bremen-Cup        |
| 2013/14 | Bremen-Liga         | V      | 8         | --        |                                                                             |
| 2014/15 | Bremen-Liga         | V      | 10        | --        |                                                                             |
| 2015/16 | Bremen-Liga         | V      | 8         | --        |                                                                             |
| 2016/17 | Bremen-Liga         | V      | 11        | --        |                                                                             |
| 2017/18 | Bremen-Liga         | V      | 11        | --        |                                                                             |
| 2018/19 | Bremen-Liga         | V      | 13        | --        |                                                                             |
| 2019/20 | Bremen-Liga         | V      | 15        | --        | competitie afgebroken i.v.m. coronapandemie                                 |
| 2020/21 | Bremen-Liga         | V      | --        | --        | Competitie afgebroken i.v.m. coronapandemie. Er wordt geen stand opgemaakt. |
| 2021/22 | Bremen-Liga         | V      | 17        | --        |                                                                             |
| 2022/23 | Landesliga Bremen   | VI     | 4         | --        |                                                                             |
| 2023/24 | Landesliga Bremen   | VI     | 3         | --        |                                                                             |
| 2024/25 | Bremen-Liga         | V      | 13        | --        |                                                                             |
| 2025/26 | Bremen-Liga         | V      | .         | --        |                                                                             |

SG Aumund-Vegesack ·
Blumenthaler SV ·
BTS Neustadt ·
FC Union 60 Bremen ·
OSC Bremerhaven ·
Brinkumer SV ·
TV Eiche Horn ·
ESC Geestemünde ·
Habenhauser FV ·
SV Hemelingen ·
Leher TS ·
FC Oberneuland ·
Vatan Spor Bremen ·
Werder Bremen III ·
ATSV Sebaldsbrück ·
TS Woltmershausen